# Henriette Grindat
Henriette Grindat (Bienne, 3 luglio 1923 – Losanna, 25 febbraio 1986) è stata una fotografa svizzera.
Fu tra le maggiori autrici di fotografia artistica, cui impresse un approccio surrealista ispirato alle tendenze letterarie degli anni del secondo dopoguerra.

## Biografia
Da bambina soffrì di poliomielite e per questo motivo si iscrisse alla scuola secondaria soltanto nel 1941. Dal 1945 studiò fotografia con la guida di Gertrude Fehr a Losanna e successivamente a Vevey, diplomandosi nel 1948.
Nello stesso anno Grindat stabilì il proprio studio a Losanna, pubblicando foto su giornali e periodici svizzeri. L'anno seguente si trasferì a Parigi dove lavorò per riviste internazionali e case editrici francesi fra cui Bordas, Arthaud e le Éditions du Seuil.
A Parigi espose le proprie fotografie ispirate dal poeta surrealista Lautréamont, del quale cercava di perpetuare la magia; con le foto esposte attrasse l'attenzione di André Breton, Man Ray, René Char e Albert Camus. Insieme a Char e Camus contribuì poi a La postérité du soleil, ultimato nel 1952 ma pubblicato soltanto nel 1965, cinque anni dopo la morte di Camus.
Tornata in Svizzera, Grindat ricevette sovvenzioni statali con cui poté continuare a pubblicare.
Negli anni sessanta realizzò progetti fotografici negli Stati Uniti, in Spagna, Austria, Islanda, Cecoslovacchia ed Italia, in particolare a Venezia.
Si tolse la vita poco dopo la scomparsa del marito Albert Yersin.

## L'opera
Grindat fu fra i pochi fotografi che all'epoca svilupparono un approccio artistico alla fotografia stessa. Le sue complesse immagini surreali erano spesso ottenute attraverso il collage, i fotogrammi, la solarizzazione. Per fotografare si servì della Rolleiflex, ottenendo risultati personali in sintonia con i surrealisti; fotografò anche gli esseri umani colti nei gesti della loro quotidianità.
Influenzata da Camus, fotografò con particolare interesse città e paesaggi marittimi, affascinata dagli effetti della luce e dell'acqua.
Illustrò i testi di diversi poeti e scrittori con i quali fu in contatto: René Char, Henri Noverraz, Albert Camus, Philippe Jaccottet, Henry Bauchau, Pierre Chappuis.
Dall'inizio degli anni settanta iniziò a ritrarre il corpo umano nella sua nudità.
Le opere di Grindat ottennero diversi premi e vennero esposte più volte mentre la fotografa era in vita (in particolare a Firenze, Milano, Chicago, Losanna) ed anche dopo la sua morte. Nel 1984 presso la Kunsthaus di Zurigo e nel 1995 al Museo dell'Eliseo di Losanna vennero allestite due grandi retrospettive in suo onore; nel 2010 le fu dedicata la mostra Méditerranées presso il museo storico di Losanna, nel 2011 la mostra Photographies presso la Maison de la Photographie Robert Doisneau a Gentilly.

## Pubblicazioni
- Lausanne, Guilde du Livre, 1952
- Algérie, Guilde du Livre, 1956
- Méditerranée, Guilde du Livre, 1957
- Adriatique, 1959
- Le Nil des sources à la mer, des pyramides aux barrages, Guilde du Livre, 1960
- Le Facteur Cheval, insieme ad Alain Borne, éditions Morel, 1969